# Rex Tillerson

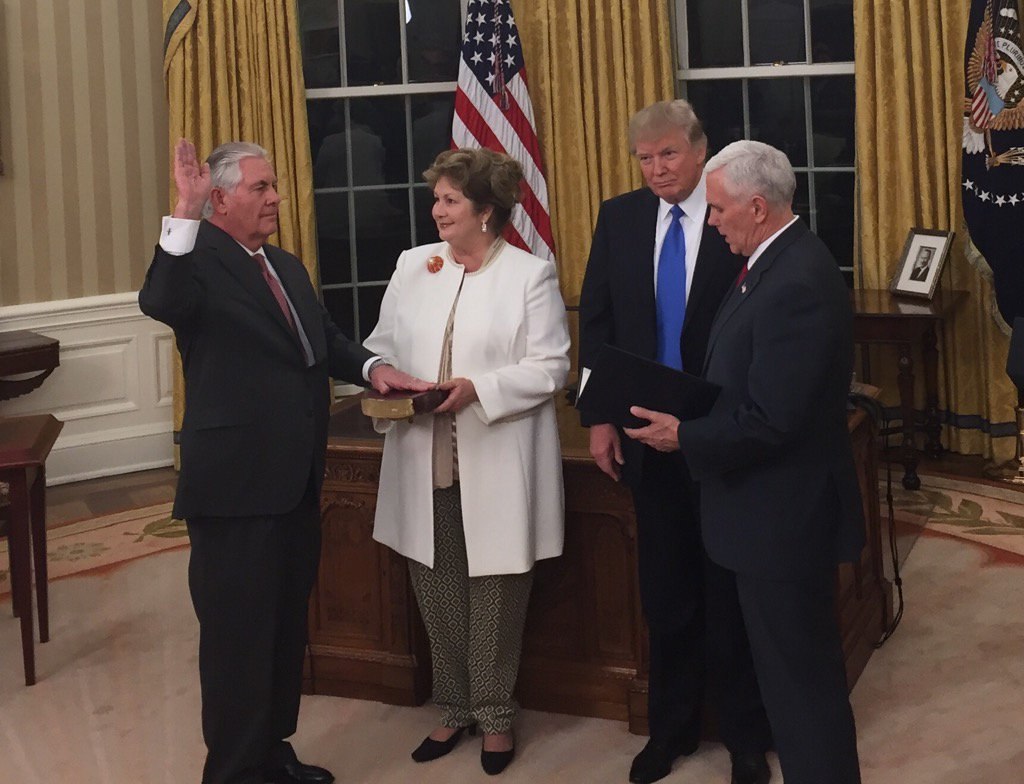
Rex Tillerson składający przysięgę na sekretarza stanu USA (1 lutego 2017)

Rex Wayne Tillerson (ur. 23 marca 1952 w Wichita Falls, w stanie Teksas) – amerykański inżynier, menedżer i dyplomata. W latach 2006–2016 pełnił funkcję prezesa i dyrektora generalnego paliwowego giganta ExxonMobil. Od 1 lutego 2017 do 13 marca 2018 roku 69. sekretarz stanu Stanów Zjednoczonych w administracji prezydenta Donalda Trumpa.

## Życiorys
W 1975 ukończył inżynierię lądową na University of Texas at Austin i podjął pracę w spółce paliwowej Exxon, w której przepracował całą karierę zawodową. W 1998 został prezydentem Exxon Neftegas, a w 2004 roku prezydentem i dyrektorem ExxonMobil. 1 stycznia 2006 wybrano go na prezesa i szefa rady spółki. 30 września 2012 otrzymał Order Przyjaźni za wielki wkład w rozwój i umacnianie współpracy z Federacją Rosyjską.
13 grudnia 2016 ogłoszono, że nowo wybrany prezydent Stanów Zjednoczonych Donald Trump zamierza powołać go na urząd sekretarza stanu Stanów Zjednoczonych. Wkrótce po ogłoszeniu nominacji kandydaturę poparli m.in. James Baker, Robert Gates i Condoleezza Rice. Nominacja Tillersona wzbudziła jednak również kontrowersje, głównie z powodu bliskich stosunków, jakie łączą kandydata z prezydentem Rosji Władimirem Putinem. Swoje wątpliwości wyrażali również senatorowie, także ci z Partii Republikańskiej. 23 stycznia 2017 został zatwierdzony na to stanowisko przez Komisję Spraw Zagranicznych Senatu.
Zdymisjonowany 13 marca 2018 z powodu narastającego od kilku miesięcy konfliktu z prezydentem Trumpem, m.in. w sprawie wycofania się z porozumienia klimatycznego i nt. porozumienia z Iranem o zaprzestaniu prac nad bronią atomową. Na jego następcę został nominowany dotychczasowy szef CIA Mike Pompeo.